# Kecamatan Bunyu
Kecamatan Bunyu (indonesiska: Bunyu) är ett distrikt i Indonesien.   Det ligger i provinsen Kalimantan Utara, i den norra delen av landet, 1 600 km nordost om huvudstaden Jakarta. Kecamatan Bunyu ligger på ön Pulau Baru.